# ThinkPad
ThinkPad（シンクパッド）は、1992年にIBMによって開発・販売が開始され、2005年以降はレノボによって開発・販売されているノートパソコンである。

## 名称
「Think」はIBMのトーマス・J・ワトソン・シニアによる社内標語で、世界中のIBMで使用されている。日本IBMの椎名武雄は著書でこの標語のエピソードを紹介している。IBM社員はしばしば表紙に「Think」と印字されたノート帳(ノートパッド)を使用したため、その連想から、当時のPC事業責任者であったブルース・クラフリンにより「ThinkPad」のネーミングが生まれたと言われている。

## 特徴

### ハードウェア

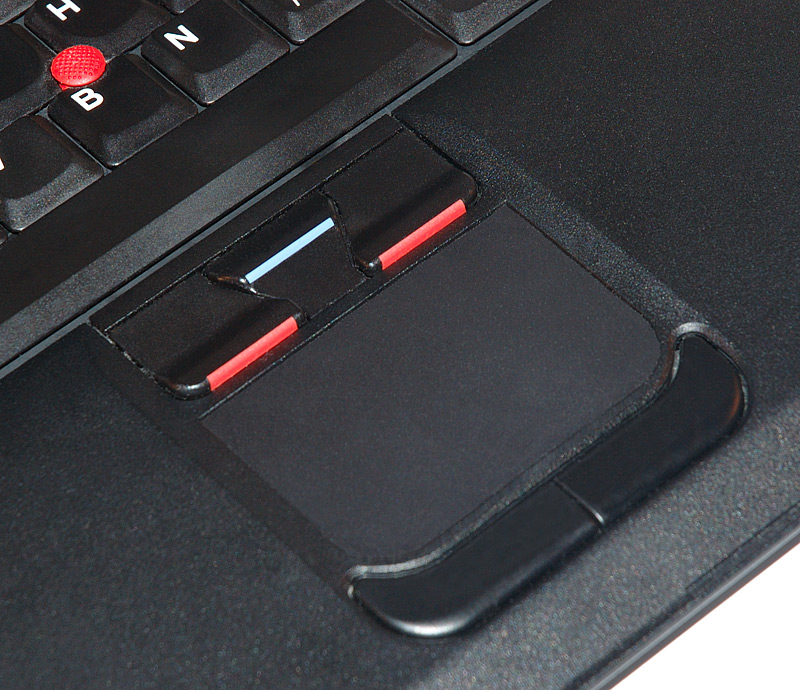
ThinkPadのタッチパッド+トラックポイント

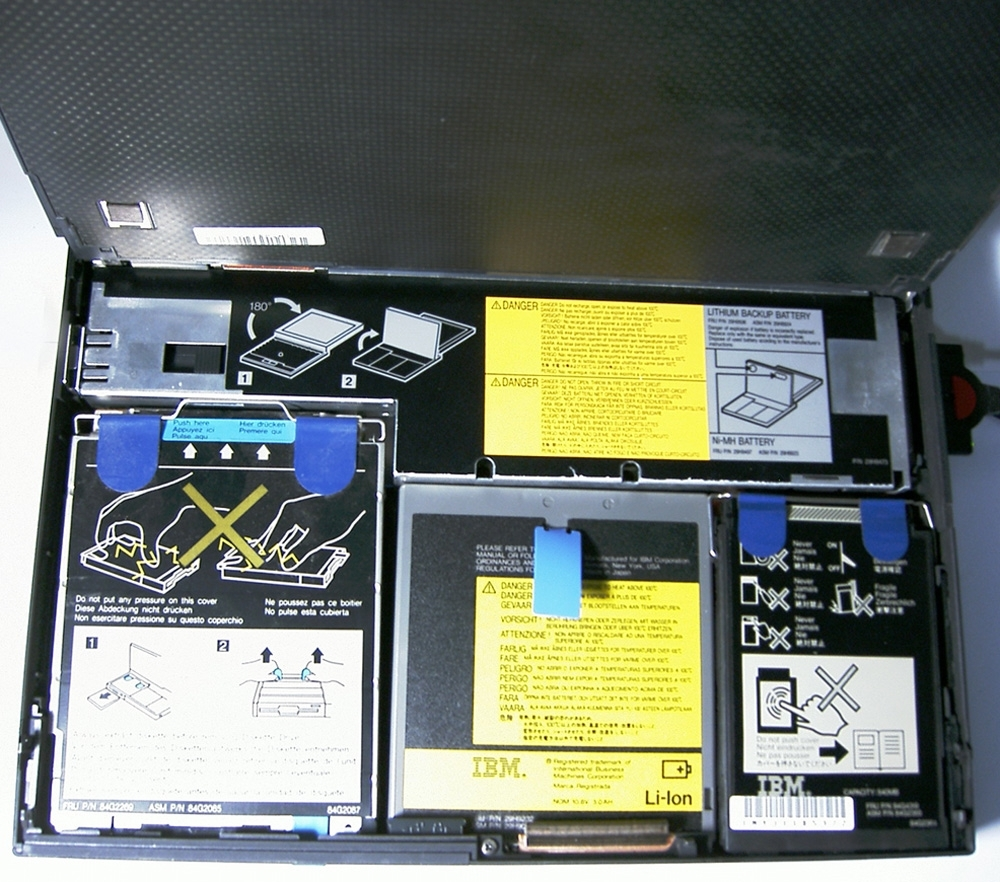
ThinkPad760LD HDDやFDDはカートリッジ方式を採用して簡単に取り外せる仕様になっている

松花堂弁当の器をモチーフとしたつや消し黒の筐体を基調に、赤いトラックポイントをアクセントとして配する重厚なデザインが外観的特徴である。このデザインを決めたのはIBMのデザイン顧問であったリヒャルト・ザッパーであり、その過程での実質的な中心人物は、神奈川県にあるIBM大和事業所にいた山崎和彦である。
IBMはかつてはタイプライターのメーカーでもあり、携帯性を重視するノートパソコンにおいてもキーボードに関しては安易な妥協には頑固に拒否し続けてきた。手の大きな人間でも長時間のタイピングでもストレスを感じさせないキーメカニズムには定評がある。以前のThinkPadのキーボードは基本的にすべてのモデルでフルサイズキー（キーピッチ・キーサイズが18 mm以上）かつ キーストロークが大きめ（約2.5 mm） の7列配列のキーボードを採用しており、キー配置がデスクトップ用キーボードの使用感と大きく変わらないように工夫されている。また、レノボに移行し実用可能なアイソレーションキーが登場した後においても、入力しやすさのためのキーピッチとキーストロークは他メーカーのどの価格帯のノートパソコンよりもほぼ大きく、モデル間や世代間のキー配列の差に気を配っているので、文章作成に特に向いている。
黒の筐体と並んでデザイン的中核となるのが、赤いキャップを配されたトラックポイントと呼ばれるポインティングデバイスである。トラックポイントを初めて搭載した製品はThinkPad 700Cで、1992年10月に発表された。モバイルコンピュータとして机の上でだけ使うとは限らないThinkPadに、マウスを使えない環境でもポインティング操作を可能にするテクノロジーが必要と考えられ、このトラックポイントが開発された。そのような環境である宇宙で使用された最初のノートPCとなったのは、1993年12月のThinkPad 750sである。なおトラックポイントのアイディア自体は、1990年にテッド・セルカーらにより国際学会で発表されたのが最初のお披露目である。

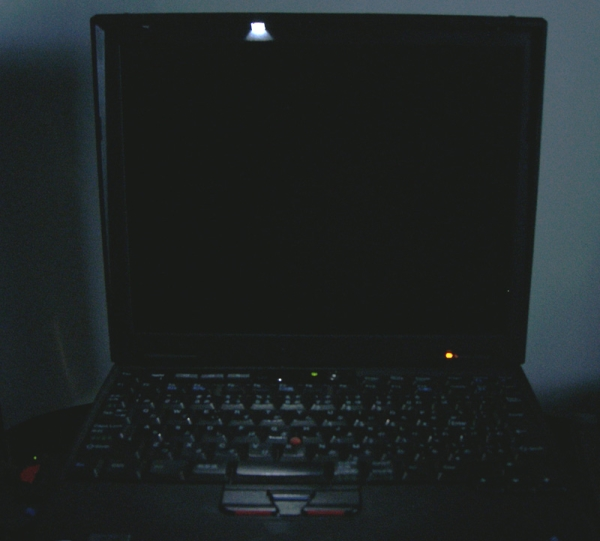
液晶ベゼル上部中央付近に設置されているThinkLight点灯時の画像

また、他社のノートパソコンにない機能として、液晶ベゼル上部からキーボードを照らすThinkLightが挙げられる。 これはいわゆる「キーボードライト」であり、本体に内蔵されているのは以前はThinkPadのみであった。同じ目的の機能としてキーボードそのものが光る、キーボードバックライトがあり、このタイプのThinkLightも、ThinkLight非搭載モデルも、レノボ移行後は存在する。搭載モデルであれば夜間の旅客機の客席において照明を落とした状態でも不自由ないタイピングが可能となっている。光源はLEDで消費電力は抑えられている。

### ソフトウェア
かつては、ThinkPadに付属する（プリインストールである）ソフトウェアは基本的に、ハードウェアアシストの観点におけるものがすべてであったが、昨今は独自開発のビジネスツールやユーティリティ、またセキュリティ関連のハードウェア設定に関するアプリケーションを含む。
付属ソフトウェアの中で特筆すべきものは、ソフトウェア導入支援（現在はThinkVantage System Update）である。これはデバイスドライバやユーティリティを一括してインストール・アップデートするためのアプリケーションだが、OSのダウングレードといった用途にも使う事が出来る。また逆にWindows Vista搭載PCをWindows XPへバージョンダウンする場合、他社PCでは基本的にサポート外となり、ドライバ等の入手が困難、もしくは不可能な場合もあるが、ThinkPadではソフトウェア導入支援を使う事で容易に対応させる事が出来る。

### サービス
ThinkPadはビジネス向けが中心であり（IBM時代の一時期、一般家庭向けの機種が発売されていたことはある）、レノボ製となった後も厳しい品質テスト（トーチャーテスト=別名「拷問テスト」）などにより、高品質・高信頼性と言われる事が多い。
また、ThinkPadの購入ユーザは、保守パッケージを購入する事で延長・拡張の保守サービスを追加する事ができるため、初期投資を抑えてサービスを受けることができる。この保守には、火災や盗難といった不慮の事態や海外での故障などへも対応するオプションがあり、購入時には予期しなかった使用環境の変化にも対応ができる。
バッテリ等のオプション製品も、レノボのサイトから検索・購入できる。また“保守マニュアル”と称される冊子により、本体の分解図や各部分を構成する部品番号が公開されており、現行もしくは少々型落ちの機種でもPDF形式でレノボのサイトよりダウンロードできる。更に部品センターに電話をすれば、予備用バッテリーからキーボードや部品固定用のビス1本に至る保守用部品まで、多くの部品をバラ売りしてもらえるため、自己責任にはなるが、前述の保守マニュアルを参照しながら故障箇所を修理・交換することもできる。
このほか、企業向けのリース切れのThinkPadが同時期に大量に中古市場に出回ることが多く、中古製品の入手は比較的容易である。また中古流通品の一部は分解された後、部品単体として販売されることも多い。

## 歴史

### 誕生
IBMの最初のポータブルコンピュータは1975年のIBM 5100である。日本独自仕様では1987年のラップトップPCのマルチステーション5550 5535-M、1989年のA4サイズのAS/400端末用の5549オンラインノートなどである。
IBMの最初のPC/AT互換のラップトップPCは、1990年の日本のPS/55シリーズ 5535-S である。5535-SはVGAと内部的なATバスを搭載し、当モデルの専用オペレーティングシステムとしてIBM DOSバージョンJ4.0/Vが同時発表され、日本にPC/AT互換機が普及する契機となった。
ThinkPadの前身となるバッテリ駆動型の製品として1991年3月に発売された、PS/2 L40SXが挙げられる。
デザインを含めたThinkPadの直接の前身は、1991年4月発売のPS/55note 5523-Sである。黒く四角いA4ジャストサイズで、VGA、内部的なATバス、高級感あるキーボードを搭載し、「ThinkPadの原点」 や「初代ThinkPad」と呼ばれる場合もある。
「ThinkPad」のブランド名が最初に登場したのは、1992年10月のThinkPad 700、700C、700Tである。キーボード中央の赤いトラックポイントはこの時より登場した。ThinkPadは日本で開発されたが、世界共通ブランドとして全世界で発売された、公式な「初代ThinkPad」は当モデルである。
ThinkPadは、ほとんどがPC/AT互換機であるが、一時はPowerPC搭載のCHRP仕様のモデルPower Seriesも存在した。

### レノボによる買収
2004年12月8日、IBMとレノボはパーソナルコンピュータ事業のレノボによる買収を含む戦略的提携を発表した。この対象にはThinkPadやNetVistaなどの製品、ブランド、PC部門（IBM PC事業部、PCC）が含まれ、PCサーバのeServer xSeriesなどは含まれなかった。この結果、ThinkPad開発の主体を担っていた日本IBM大和事業所の技術者の大半もレノボ社に移籍した。2015年現在では、x86サーバ・ワークステーション事業も、ThinkServer/ThinkStation としてレノボに移管されている。
特にThinkPadは市場で高いブランドを認知されていたため、買収後のブランドや品質・サポートの維持について多くの報道や議論が行われた。
レノボ買収後の最初のThinkPadは、2005年7月のB5サイズタブレットPCであるThinkPad X41 Tabletである。これはIBM時代に開発が進められたモデルで、伝統的なThinkPadの延長線上に、タブレット機能や指紋認証を搭載した。
実質的に最初のLenovo ThinkPadとなった製品は、2005年10月発売のThinkPad Zシリーズである。これは、従来のThinkPadの多くのモデルでは採用していなかった14 - 15インチワイド液晶や、Windowsキー付きのキーボード、チタンコーティングを施したシャンパンカラーのトップカバーなどを採用し、従来のThinkPadと比較すると相違点も多かった。その後もレノボはThinkPad TシリーズやXシリーズの新製品を発表したが、大半のモデルではIBM ThinkPad時代の基本デザインが継承された。
なお、レノボは2006年2月にThinkPadとは別に、比較的低価格なLenovo 3000シリーズ（ノートブックおよびデスクトップ,、現在のバリューラインシリーズ）の販売を開始し、その後継のGシリーズを販売した。これらはThinkPadの特徴であるトラックポイントや、つや消し黒の筐体を採用せずに、小さめのタッチパッドなどを持った。このためThinkPadシリーズの将来性が話題となったが、レノボはThinkPadは今後も世代進化を続け、Lenovo 3000は「ターゲット層が異なる」と説明した。
2006年10月頃より、ThinkPad関連製品でIBMロゴからLenovoロゴへの移行が進められた。ThinkPad本体のモデルナンバーの横や、ThinkPad向け純正周辺機器などである。ただし型番の変更無しにも行われたため、同じ型番でも出荷時期などでロゴの有無や違いも存在した。レノボは2010年までIBMロゴの使用を許されていたが、2007年にはLenovoブランドが世界で順調に浸透しているとして、計画を繰り上げて2008年までにLenovoロゴへの移行を行った。

### レノボ時代
ThinkPadはレノボ移行後も、継続して神奈川県大和市のレノボ・ジャパン大和事業所（従来の日本IBM大和事業所内に併設）にて設計・開発やテストなどが行われた。なお、その後のIBM大和事業所の閉鎖計画もあり、2010年末以降は横浜市のみなとみらい地区（みなとみらいセンタービル）へ移転し、レノボ・ジャパン横浜事業所大和研究室にて行われている。
現在のシリーズ構成は、エントリーモデルのEシリーズ、スタンダードモデルのLシリーズ、ハイパフォーマンスモデルのTシリーズ、携帯性に優れたXシリーズ、マルチモードのYogaシリーズ、モバイルワークステーションのWシリーズとPシリーズである。
2008年1月には、レノボがIBMから受け継いだビジネス向けPCのブランドの「Think」（ノートブックPCのThinkPad、デスクトップPCのThinkCentreなど）に対して、消費者向けPCの新しいブランド「Idea」（ノートブックPCのIdeaPad、デスクトップPCのIdeaCentre）が発表され、両者の位置づけが明確化された。後にはコストパフォーマンスを重視した「エッセンシャル」を追加している。
2012年11月5日、「ThinkPad」20周年を記念して中国で生産されているThinkPadの一部を、山形県米沢市にあるNECパーソナルコンピュータ米沢事業場で受注生産することを発表した。今後は日本での販売分を国内生産に切り替えていく予定を発表し、2015年2月発売の「X1 Carbon」「X250」からカスタマイズモデルに関しては米沢生産に切り替わった。

## 製品一覧

### アルファベット1文字とアラビア数字2桁とGenシリーズ
何度かシリーズ型番の命名則が変わっている。2019年11月から命名ルールが変更され、シリーズ名・ディスプレイサイズ・付加記号（s、Yoga等）＋Gen x（xには世代数字が入る）となった。例として、Xシリーズの13,3インチはX13、同シリーズの13インチ2in1タイプははX13 Yoga Gen1となる。フラッグシップのX1シリーズ及びP1に関してはそのままで後ろにGen x（例：X1 Carbon Gen 8）が入る。また、これに伴い一部シリーズでAMDプロセッサー搭載機（Aシリーズ）との統合も行われている。
- ThinkPad X
  - X13 Gen 1
  - X13 Yoga Gen 1
  - X12 Detachable
- ThinkPad X1
  - X1 Carbon Gen 8
  - X1 Yoga Gen 5
  - X1 Extreme
  - X1 Nano
  - X1 Fold
  - X1 Titanium
- ThinkPad T
  - T14s Gen 1
  - T15 Gen 1
- ThinkPad L
  - L13
  - L13 Yoga
  - L14
  - L15
- ThinkPad E
  - E14
  - E15
- ThinkPad P
  - P1 Gen3
  - P15v
  - P14s
  - P15s

### アルファベット1文字とアラビア数字3桁シリーズ
2008年3月以降の最新の命名則は、アルファベット1文字とそれに続く3桁のアラビア数字で構成されている。アルファベットは使用区分を表す。数字の100の位は画面の対角線長のインチ単位の1の位を示している（小数点以下を切り捨て）。これにより、二桁数字の従来機で見られた、画面サイズが異なるが同じ型番、と言う分かりづらさは無くなった。10の位は0から始まり、モデルチェンジ毎の世代を表す。1の位は0から始まり、マイナーチェンジ毎に一つずつ増える。10位がひとつ増加すると、1位は再び0に戻る。なお、新シリーズであるThinkPad Edge、ThinkPad X1、ThinkPad Helix、ThinkPad YOGA、ThinkPad P、ThinkPad 13、ThinkPad 25（限定モデル）はこの表記法に準じていないが、本項で扱うものとする。

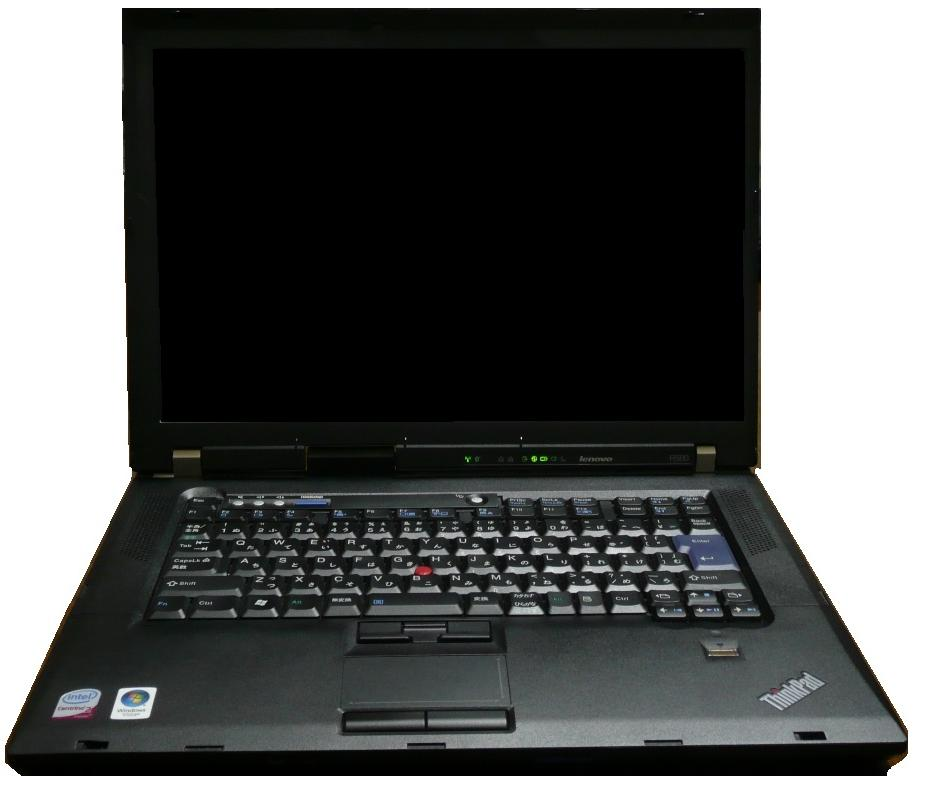
ThinkPad R500
（2008年7月）

- ThinkPad Rシリーズ - リーズナブル、A4スタンダードモバイル、2スピンドル（販売終了）
  - R400（A4スタンダードモバイル）
  - R500（A4オールインワンモバイル）

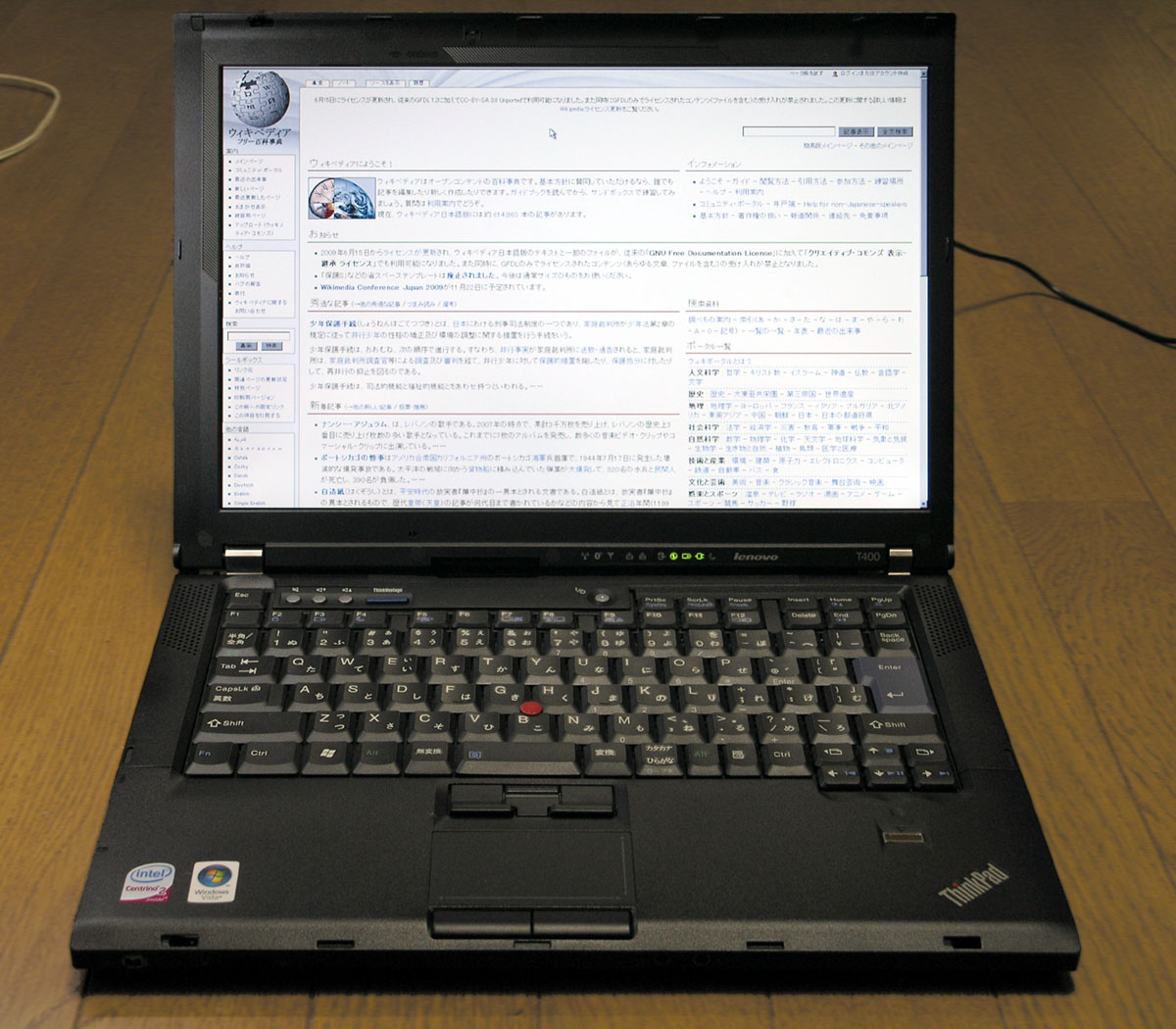
ThinkPad T400
（2008年7月）

- ThinkPad Tシリーズ - メインストリーム、A4ハイパワーモバイル、2スピンドル、ウルトラベイ対応 
  - T400/T410/T410i/T420/T420i/T430/T430i/T480（A4スタンダードモバイル）
  - T500/T510/T510i/T520/T520i/T530/T580（A4オールインワンモバイル）
  - T400s/T410s/T420s/T430s/T440s/T450s/T460s/T470s/T480s/T490/T490s (A4スマートモバイル、T460s以降は0スピンドル)
    - ThinkPad 25（日本では未発売のT470をベースに、7列キーボードを採用した25周年記念数量限定モデル）

  - T495/T495s(A4スマートモバイル、0スピンドル、Ryzen PROプロセッサ)
  - T540p/T440p（A4ハイパフォーマンス・ノートブック）
- ThinkPad Xシリーズ - リアルモバイル、B5ファイルサイズ、0または1スピンドル、一部の機種を除きウルトラベース装着でウルトラベイ使用可能
  - X200/X201/X201i/X220/X220i/X230/X230i/X200s/201s/X240/240s/X250/X260/X270/X280 （コンパクト・ワイドモバイル)
  - X200Tablet/X201Tablet/X220Tablet/X230Tablet（タブレットPC)
  - X100e/X120e/X121e (ウルトラ・モバイル)
- ThinkPad Xシリーズ - ウルトラポータブル、A4サイズ薄型
  - X300/X301 (プレミアムモバイル、SSD・DVDスーパーマルチドライブ内蔵（販売終了）)
  - X390/X380(A4サイズ薄型、0スピンドル、内蔵バッテリー)
  - X395/X385(A4サイズ薄型、Ryzen PROプロセッサ、0スピンドル、内蔵バッテリー)
  - X380 Yoga/X390 Yoga（A4マルチモードPC、0スピンドル、内蔵バッテリー）
- ThinkPad X1シリーズ - ウルトラポータブル、A4サイズ薄型、0または1スピンドル、内蔵バッテリー
  - X1/X1 Hybrid/X1 Carbon/X1 Carbon Touch/新しいX1 Carbon (X1 Carbon以降はUltrabook)
  - X1 Yoga - マルチモードPC、0スピンドル
  - X1 Tablet - モジュール対応タブレットPC、0スピンドル
  - X1 Extreme - 大画面プレミアムモバイルノート、0スピンドル
- ThinkPad Wシリーズ - ワークステーション  A4オールインワン　2スピンドル　ウルトラベイ対応
  - W500/W510/W520 （A4オールインワンモバイル）
  - W700 / W700ds/ W701/ W701ds（A4オールインワンモバイル）
- ThinkPad SLシリーズ - エントリー・スタイル　A4スタンダードモバイル　2スピンドル　DVDスーパーマルチドライブ内蔵
  - SL300 (エントリーポータブル・A4 スリム・モバイル）
  - SL400/SL410 (エントリー・A4 スタンダード・モバイル)
  - SL500/SL510 (エントリー・A4 オールインワン・モバイル)
- ThinkPad Lシリーズ- A4スタンダード 2スピンドル　DVDスーパーマルチドライブ内蔵
  - L412/L420/L430/L440/L470/L480（A4スタンダード・モバイル）
  - L512/L520/L530/L560/L570（A4オールインワン・モバイル）
  - L380/L390（ビジネスPC、0スピンドル、内蔵バッテリー）
  - L380 Yoga/L390 Yoga（A4マルチモードPC、0スピンドル、内蔵バッテリー）
- ThinkPad Edge / E -  ベーシックスタイル　A4サイズ　1 or 2スピンドル
  - 13（1スピンドル）
  - 11/14/15（2スピンドル）
  - E420/E520/E220s（2011年モデル）
  - E575/E470/E570（2018年モデル・E575はAMDプロセッサー搭載）
  - E585/E480/E580（2018年モデル・E585はAMDプロセッサー搭載)
  - E595/E490/E590（2019年モデル・E595はAMDプロセッサー搭載)
- ThinkPad Helix - コンバーチブル・ウルトラブック、0スピンドル、内蔵バッテリー
- ThinkPad YOGA - マルチモード・ウルトラブック、0または1スピンドル、内蔵バッテリー
  - yoga 270
  - yoga 280
- ThinkPad Pシリーズ- モバイルワークステーション
  - P40 Yoga
  - P43s
  - P50/P51/P52
  - P50s/P51s/P52s
  - P70/P71/P72/P73
  - P1 - プレミアムモバイルワークステーション
- ThinkPad 13 - エントリーモバイル（発売終了、L380に移行）
- ThinkPad Aシリーズ- ビジネスモバイル、AMDプロセッサー搭載、0または1スピンドル、内蔵バッテリー
  - A275/A285
  - A475/A485

### アルファベット1文字とアラビア数字2桁シリーズ
アルファベットが1文字と、アラビア数字が3桁のシリーズが発売される以前で、且つ2000年以降の型番。製品の型番は、現行の型番の命名則から100位が取り除かれたものとなっている。使用区分により本体の大きさが自ずと大まかに決まるので、必ずしも画面サイズを示す必要はなかった。10位は2から始まり、一つずつ増加する。ただし全クラスの製品が毎世代ごとに発売されるとは限らず、欠番が発生している。また、同じ型番でも画面サイズが異なる場合がある。1位は0から始まり、マイナーチェンジ毎に一つずつ増え、10位が一つ増加すると、1位は再び0に戻る。筐体の世代が変わらなければ10位の数字は不変であるが、1位が変更される場合、プラットフォームの刷新やチップセットとCPUの世代交代など、性能に関わる仕様が大きく変わることがある。最末尾にs・p・eの小文字のアルファベットが付与されるモデルもある。一時期途絶えていたが、2018年9月現在は上述のPシリーズがこの命名規則を使用している。
頭のアルファベットがA・G・Z・s（小文字）のシリーズは、アルファベット1文字とアラビア数字3桁のシリーズへ移行する以前に、諸般の事情により生産終了となった。Aシリーズは、薄型筐体を採用するTシリーズに受け継がれた。Gシリーズは、CPUに高発熱のPentium 4を採用した為に大型筐体となったシリーズで、発熱が抑えられた後継CPUの登場により、絶版となった。Zシリーズ・sシリーズは、Tシリーズ・Xシリーズの一部に組み込まれたことで絶版となった。

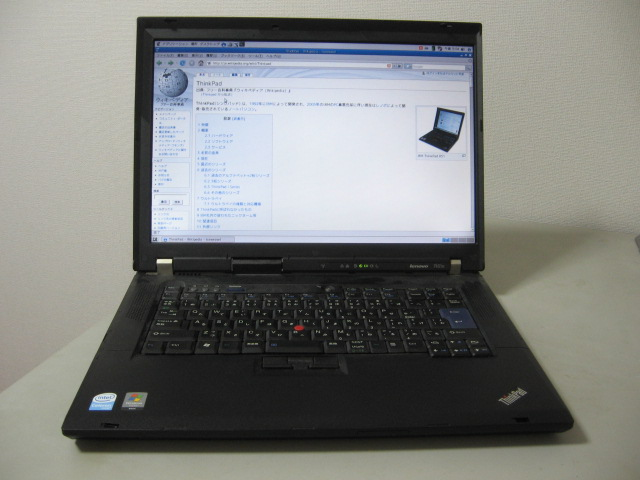
ThinkPad R61e
（2007年7月）

- ThinkPad Rシリーズ - リーズナブル、A4スタンダードモバイル、2スピンドル、e以外はウルトラベイ対応。eモデルはCPUの性能、チップセットの機能、画面解像度をそれぞれ下げ、価格競争力を持たせたモデル。
  - R30/ R31/ R32
  - R40/ R40e
  - R50/ R50p/ R50e/ R51/ R51e/ R52
  - R60/ R60e/ R61 /R61e
- ThinkPad Tシリーズ - メインストリーム、A4ハイパワーモバイル、2スピンドル、ウルトラベイ対応。pモデルは高クロックのCPUを搭載したパフォーマンスモデル。
  - T20/ T21/ T22/ T23
  - T30
  - T40/ T40p/ T41/ T41p/ T42/ T42p/ T43/ T43p
  - T60/ T60p/ T61/ T61p

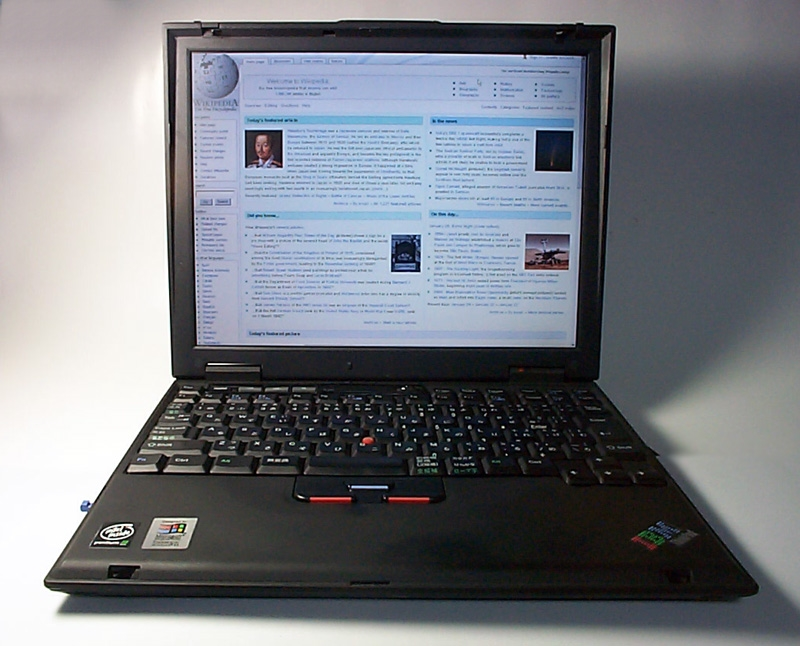
ThinkPad X20
（2000年8月）

- ThinkPad Xシリーズ  - リアルモバイル、B5ファイルサイズ、1スピンドル、一部の機種を除きウルトラベース装着でウルトラベイ使用可能。X40シリーズとX6xs系はsシリーズの流れを組む小型筐体となっている。X40シリーズはX30シリーズと併売された[注 1]。その後、X30シリーズはX60へ、X40シリーズはX6xsへという流れで、X60シリーズに統一された。sモデルはX40シリーズユーザーの受け皿となるもので、各部の見直しにより極限まで軽量化と電池駆動時間を追求したモデル。
  - X20/ X21/ X22/ X23/ X24 （パワーモバイル）
  - X30/ X31/ X32 （パワーモバイル）
  - X40/ X41 （コンパクトモバイル）
  - X41 Tablet （コンパクト・タブレットPC）
  - X60/ X60s/ X61/ X61s （コンパクト・パワーモバイル）
  - X60 Tablet/ X61 Tablet （コンパクト・タブレットPC）

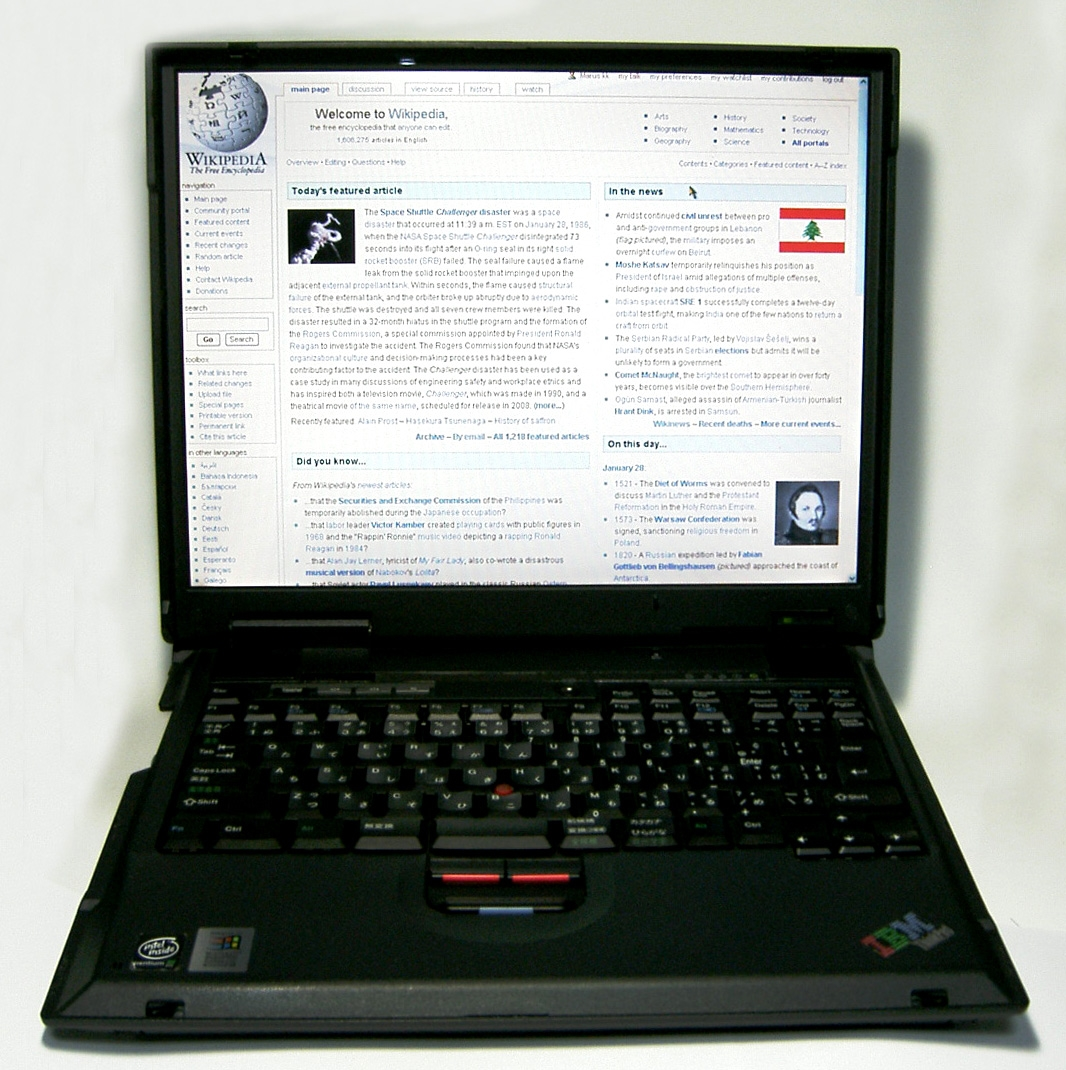
ThinkPad A21m
（2000年10月）

- ThinkPad Aシリーズ - A4オールインワン・デスクノート。ウルトラベイ2000を内蔵可能な大型3スピンドルモデル（但し、eモデルは2スピンドル）で、A20シリーズは1基、A30シリーズは2基内蔵可能（その為、A30シリーズはウルトラベイ2000を使う事でHDDを3基内蔵可能。
  - A20/ A20p/ A20e/ A21/ A21p/ A21e/ A22/ A22p/ A22e
  - A30 /A30p /A31/ A31p
- ThinkPad Gシリーズ - デスクトップ・リプレースメント、A4オールインワン・デスクノート、3スピンドル、ウルトラベイ非対応。CPUに高発熱のPentium 4を採用したことで、デスクノートとも呼べる廃熱に余裕を持たせた大型筐体になっている。ウルトラベイ非対応。低発熱のCPUが発売されたことで廃版。
  - G40/ G41
  - G50a

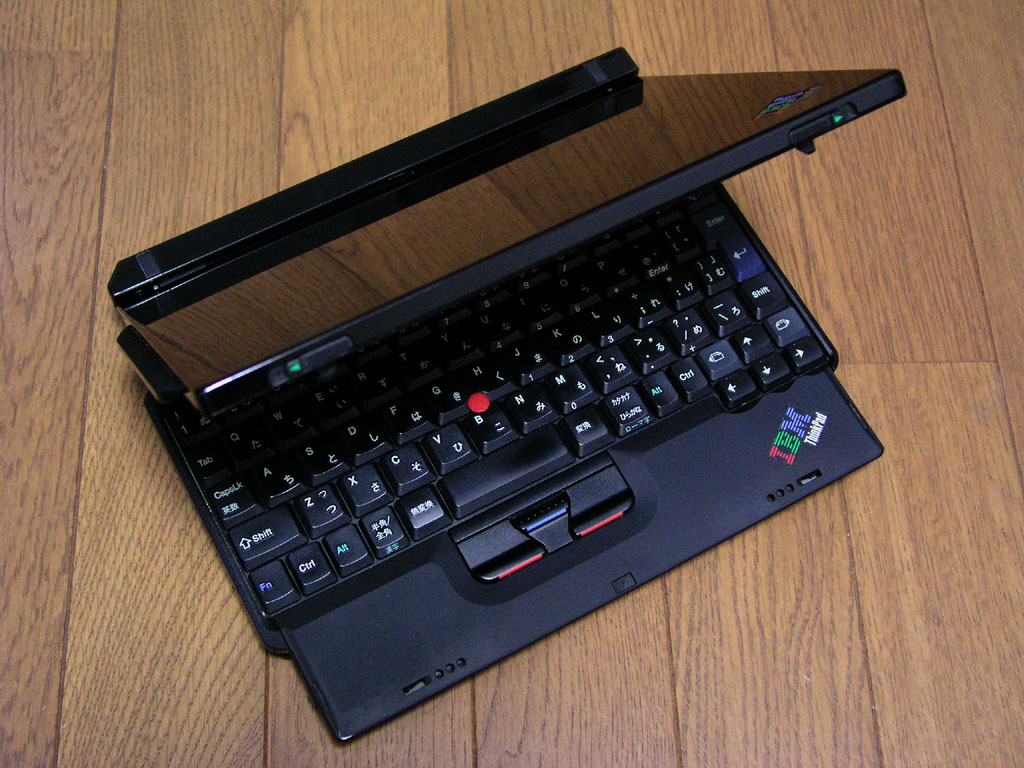
ThinkPad s30
（2001年6月）

- ThinkPad sシリーズ - B5リアルモバイル、1スピンドル。他のシリーズと違い、sは小文字。日本市場からのリクエストで開発された。自動車での移動が主の北米市場や、価格の割りに性能が低いことから海外での販売数が伸びず、IBM本社でこの製品の利点が理解されず、廃版となった。暫くのブランクの後、X40にてB5ファイルサイズのXシリーズに統合。
  - s30/ s31（東アジア向け）
- ThinkPad Zシリーズ - ワイドモバイル、A4ワイドサイズ、2スピンドル、ウルトラベイ対応。シリーズ初のワイド液晶搭載機。ワイド液晶仕様が登場したTシリーズに統合。 
  - Z60t/ Z60m
  - Z61t/ Z61m/ Z61p

### アラビア数字3桁シリーズ
2000年以前発売モデルの型番基本書式は、型番を3桁のアラビア数字で表している。いわゆる「3ケタシリーズ」。
うち100位が使用区分をあらわし、初期の場合、奇数がIA-32アーキテクチャ、偶数がPowerPCアーキテクチャであった。しかしPowerPCアーキテクチャの需要がないことからシリーズが増えるにつれ、偶数もIA-32アーキテクチャで使用されるようになった。
- ThinkPad 130 - A4リーズナブル（2スピンドル）。派生モデルにi1200がある。後にRシリーズに移行。
- ThinkPad 220 - A5リアルモバイル（1スピンドル）。元祖サブノート。白黒液晶。乾電池駆動可能。後に230シリーズに移行。
- ThinkPad 230シリーズ - B5リアルモバイル（1スピンドル）。カラー液晶採用。後に235シリーズに移行。
- ThinkPad 235 - B5リアルモバイル（1スピンドル）。ライオス・システムが開発した、いわゆるチャンドラ2。後に240シリーズに移行。
- ThinkPad 240シリーズ - B5リアルモバイル（1スピンドル）。派生モデルにi1124がある。後にsシリーズに移行。
- ThinkPad 310/ 315シリーズ - デスクトップ用CPU採用。動作倍率・コア電圧に支障が無ければ、Socket 7系列のCPU換装が可能。
- ThinkPad 330シリーズ - 唯一のACアダプタ内蔵モデル。グレーの筐体、トラックポイント無し。
- ThinkPad 340/ 345シリーズ
- ThinkPad 360/ 365シリーズ - タッチパネルを採用し、画面を反転させて閉じた状態でも操作可能な360P/PEというモデルが存在した。P/PEにはWindows for Penがバンドルされた。
- ThinkPad 380/ 385シリーズ
- ThinkPad 390シリーズ - A4スタンダード（3スピンドル）。後にAシリーズに移行。
- ThinkPad 530シリーズ - B5リアルモバイル（1スピンドル）。後に535シリーズに移行。
- ThinkPad 535シリーズ - B5リアルモバイル（1スピンドル）。後に240シリーズに移行。
- ThinkPad 550BJ/ 555BJシリーズ - プリンタ内蔵モデル。550BJは液晶がモノクロでトラックポイントも未搭載。
- ThinkPad 560シリーズ - A4モバイル（1スピンドル）。後に570シリーズに移行。
- ThinkPad 570シリーズ - A4モバイル（1スピンドル）。専用のウルトラベースが付属していた。派生モデルにi1157がある。後にXシリーズに移行。
- ThinkPad 600シリーズ - A4メインストリーム（2スピンドル）。後にTシリーズに移行。
- ThinkPad 700シリーズ - 初めてThinkPadの名が付けられたモデル。
- ThinkPad 701c - B5リアルモバイル（1スピンドル）。バタフライキーボードが特徴。
- ThinkPad 730
- ThinkPad 750/ 755シリーズ
- ThinkPad 760/ 765シリーズ - 画面を開く際に自動的にキーボードに傾斜がつくティルトアップ機構が搭載された。後継機の770シリーズでこの機構は廃止された。
- ThinkPad 770シリーズ
- ThinkPad Power Series 820/ 850シリーズ - PowerPC 603eを搭載したモデル、AIX, Windows NT 3.51, Solaris対応[43]。

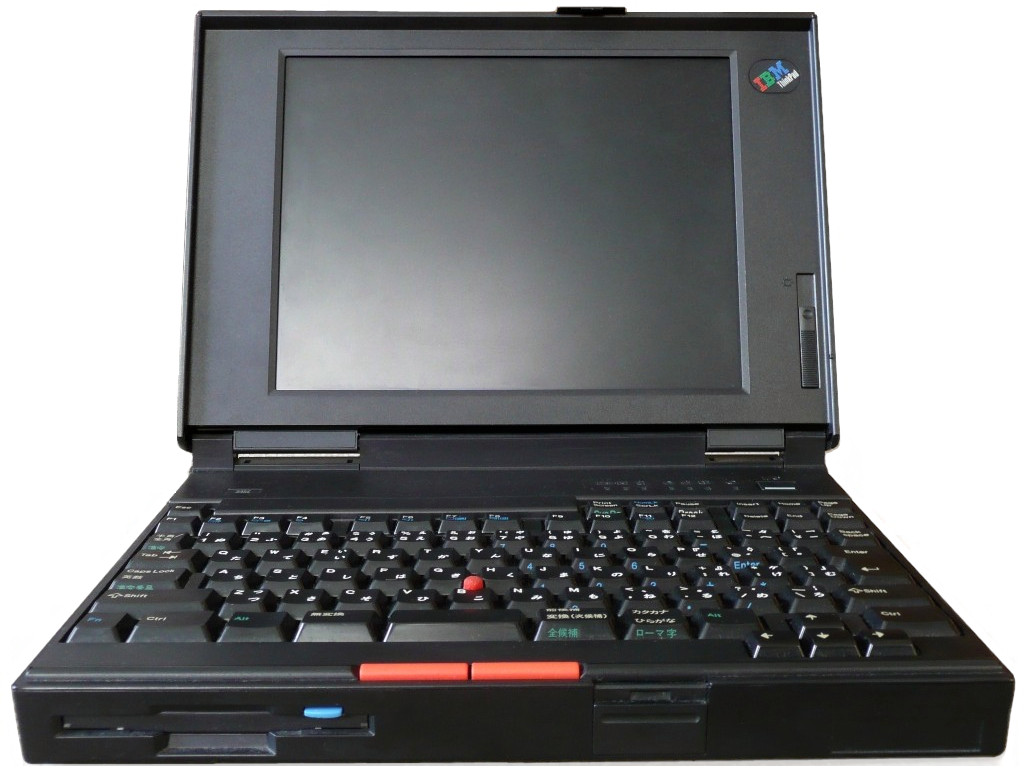
ThinkPad 345C （1995年）
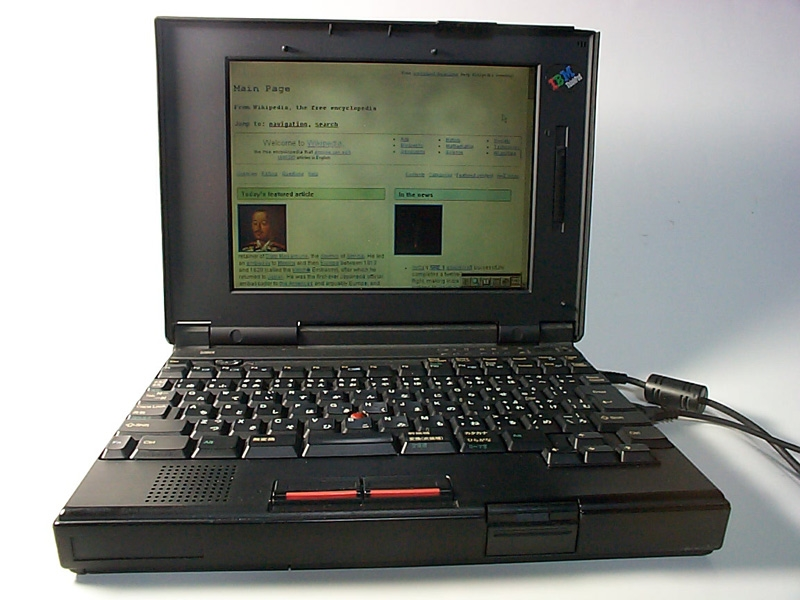
ThinkPad 530CS （1995年）
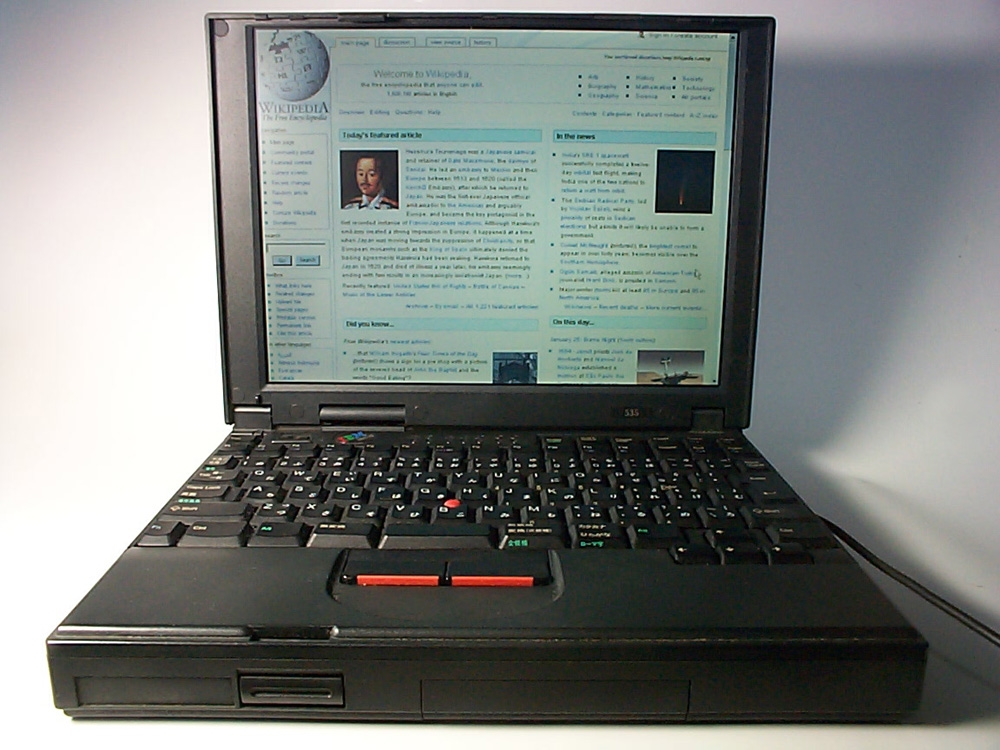
ThinkPad 535 （1996年）
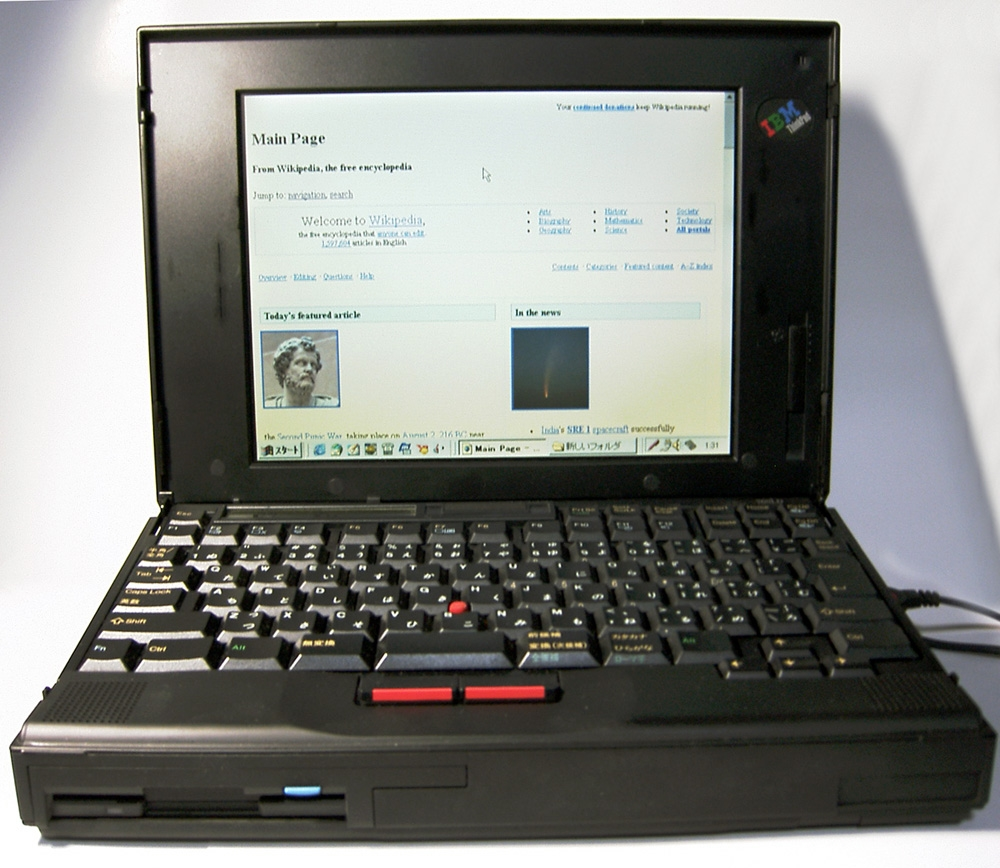
ThinkPad 760LD （1996年）
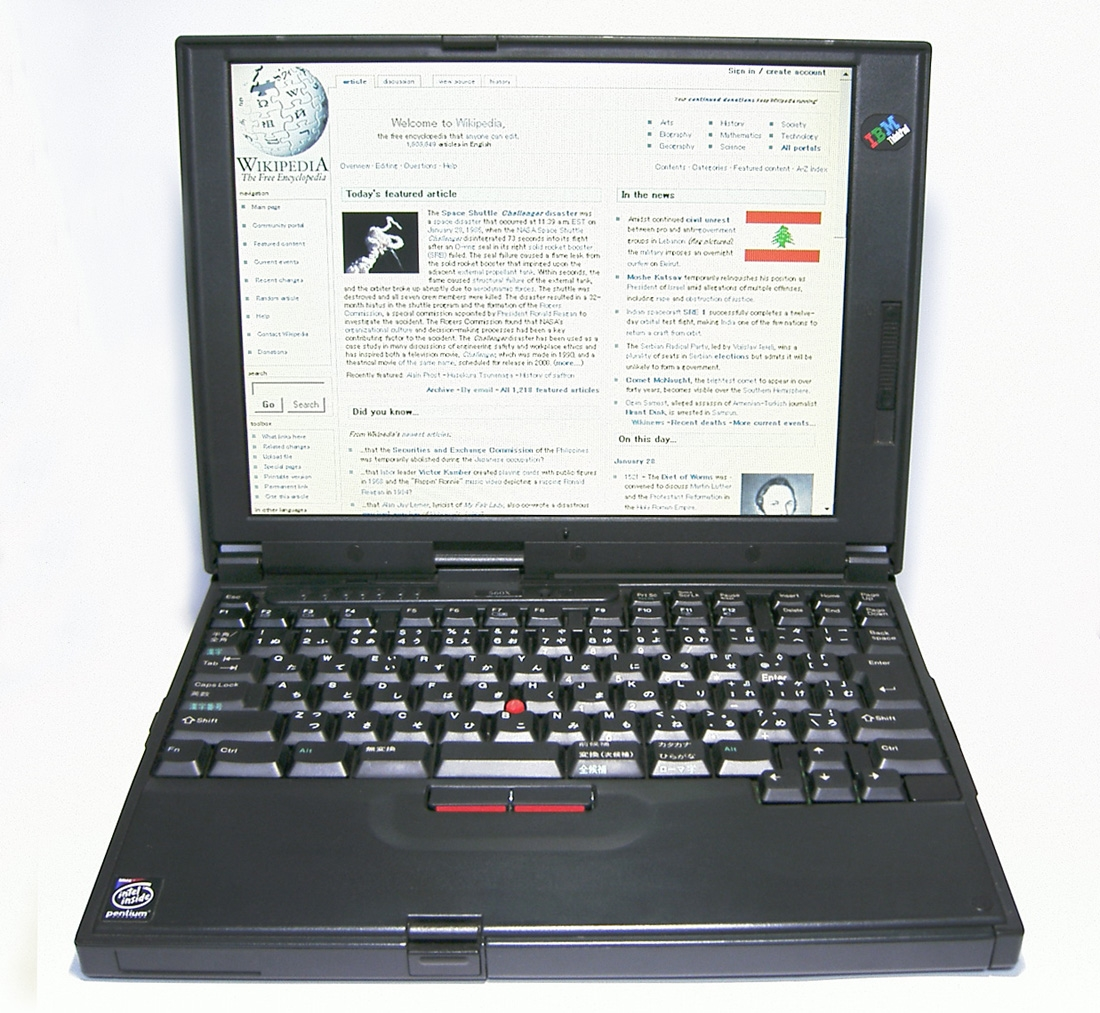
ThinkPad 560E （1997年）
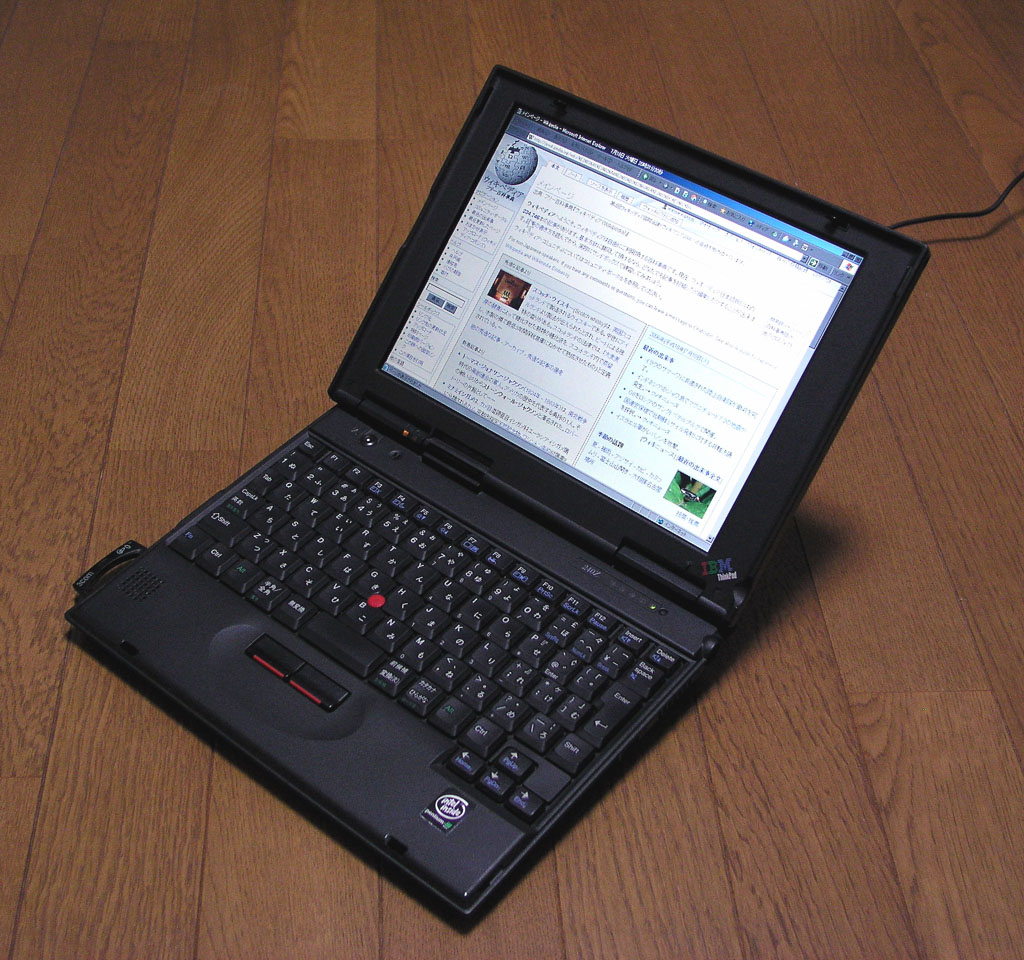
ThinkPad 240Z （2000年）

### ThinkPad i Series
一時期ラインナップされていたコンシューマ向けシリーズである。発売時期は、アラビア数字3桁シリーズの末期で、アルファベット1文字とアラビア数字2桁のシリーズと一時期並存していた。
それまで法人向けが主だったThinkPadの、個人向け販売に力を入れるべく投入された。i Seriesと命名され、通称としてi1620といった具合に、i のあとに4桁の数字という型番表示が用いられた。しかし、個人ユーザーの指向は元々IBMおよびThinkPadの得意分野でないため、需要を掘り起こせずに撤退している。
i Series s30、システムユニットのマシンタイプが2655のi1800、後期に発売されたi1200およびi1620の一部を除き、筐体色は従来のツヤを抑えた黒色とは異なり、ソフトブラックメタリック（シルバー）塗装となっている。
- i Series 1450/1430 -  1998年11月発表（以下同）。A4サイズ（13.3インチ）、ALi Aladdin IV/Vチップセット、MMX Pentium 266MHz、3スピンドル、iシリーズオリジナルモデル。Windowsキーあり。ThinkPadシリーズでUSBインタフェースを本体に装備した最初の機種。
- i Series 1455 -  1999年2月。MMX Pentium 300MHz。
- i Series 1436 -  1999年4月。AMD K6-2 300MHz。
- i Series 1456/1476 -  1999年5月。Mobile Celeron Coppermine-128K 366MHz
- i Series 1479 -  1999年7月。Mobile Pentium II 366MHz。
- i Series 1459 -  1999年7月。ALi M1621+ALi M1533チップセット、Mobile Celeron 366MHz。
- i Series 1484/1464/1424 -  1999年10月/10月/11月。Mobile Celeron 433MHz。
- i Series 1465/1445/1425 -  2000年1月/2月/3月。Mobile Celeron 466MHz。
- i Series 1400 - 2000年3月。A4サイズ（14.1インチ）、3スピンドル（光学はDVD-ROMまたはCD-ROM）、ALi M1621+M1533、Mobile Celeron 500MHz。同年4月、世界で初めて超低電圧版Mobile Pentium III（Coppermine）を搭載、チップセットはインテル 440MX
- i Series 1124 - 2000年5月。B5サイズ（10.4・12.1インチ）コンパクトモバイル、Mobile Celeron 450MHz、2（HDD、FDDまたはCD-R/RW）/1スピンドル、240がベース。後にCPUをMobile Celeron 500MHzへ変更。i Series s30にモデルチェンジ。
- i Series 1157 -  2000年5月。A4サイズ スリム、1スピンドル、570シリーズがベース。
- i Series 1200 - 2000年5月。A4（13.3インチ）・B5サイズ（12.1インチ）、2（HDD、DVD-ROMまたはCD-ROM）/1スピンドル、Mobile Celeron 500MHz。Windowsキーあり。130のベースになったモデル。2001年10月にCPUを600MHzへ変更。
- i Series 1620 -  2000年8月。X20がベース。B5ファイルサイズ、1スピンドル、ノースブリッジに440ZXMを採用し、RAMの最大認識容量を320MBへ拡大。
- i Series 1800 -  2000年10月。A20シリーズをベースとし、A4サイズ（14.1インチ）、Mobile Celeron 600MHz、3（HDD、FDD、DVD-ROM）または2スピンドル（HDD、CD-R/RW）の構成。この製品群は、歴代ThinkPadシリーズ中LANインタフェースを本体に装備しない最後の機種となった。2001年5月発表のモデルからノースブリッジを440BXとし、最大RAM容量を512MBまで引き上げると共に、CPUを700、750MHz、光学ドライブをCD-RW&DVDコンボへ変更、10/100 Base-T LANも本体装備となった。
- i Series s30 -  2001年5月。B5サイズ コンパクトモバイル、1スピンドル。筐体を極限まで縮小する一方、キーボードを使いやすいキーピッチに留めているため、その部分と天板に貼り出した「耳」が外観上の特徴となっている。この耳には無線LANのアンテナが内蔵されるという無駄の無い設計である。Intel SpeedStep テクノロジ対応となった超低電圧版Mobile Pentium III 600MHzと、初めて本体に11b無線LANを搭載したが、ノースブリッジは440MXのままで、最大RAM容量は256MBであった。最初の製品の天板はミラージュブラックで、翌6月にはラバー調のThinkPadブラック仕様が追加された。本グループはThinkPad s30へと名称を変更し、継続販売されている。

### その他のシリーズ
- PS/55noteシリーズ （A4ジャストサイズ）で、ThinkPadの前身とも、初代ThinkPadとも言われる。デザイン的には既にThinkPadである。(日本IBMのThinkPad生誕10周年では、PS/55noteが初代ThinkPadとされた。)ATバスのN23シリーズと、MCAのN27/N51シリーズがある。5523-Sは日本IBMが最初に出したA4ノートPCであり、かつ、最初に出したPC/ATバスのPCでもある(それ以前は独自の5550またはMCA。デスクトップではPS/Vが最初のPC/ATバス。)
  - 5523-S / N23sx
  - N27sx /N51sx
  - 5535-ZXX LapTop pc - A4デスクノート、特定業者（主に国税庁管理システム）向けに作られた 最も重いクラスのノートブック。デスクトップ用ハードディスクを採用している。 (3スピンドル）
- ThinkPad TransNote - A4ファイルサイズにデジタルノートパッドとPCを搭載。（1スピンドル）

### タブレット
- ThinkPad Tablet - OSにWindowsではなくてAndroidを採用。
- ThinkPad Tablet2
- ThinkPad 8
- ThinkPad 10

### ウルトラベイ
ウルトラベイとは、ホットスワップ（システム起動状態でのデバイスの切り離し）、またはウォームスワップ(スタンバイ/サスペンド)モード時でのデバイスの切り離し)が可能なディスクドライブ用スロットの名称である。 最初にThinkPad 750シリーズに搭載された。その後、様々な規格のウルトラベイが登場した。なお、一部のシリーズにはドライブ固定（ウルトラベイになっていない）モデルが存在する。
2007年8月には、ブルーレイディスク初の着脱式が登場した（R61シリーズ、ちなみに単体での正式販売は、2008年1月である。）。
2010年現在流通しているものは、「ウルトラベイ2000」「ウルトラベイプラス」および「ウルトラベイ・エンハンスド」とよばれる12.5mm厚のドライブを用いたもの、「ウルトラベイ・スリム」とよばれる9.5mm厚のドライブを用いたものがある。このような機構は現在のところ、ThinkPadシリーズのみである。（他のメーカーは固定式）
ちなみに「ウルトラベイ2000」「ウルトラベイプラス」ベイに対応したドライブは純正品のほかに、サードパーティー製12.5mm厚のスリムドライブを改造（アダプター取り付け）して自己責任において使用可能である。

#### ウルトラベイの種類と対応機種
| 種類                       | 対応機種 | デバイス |
| -------------------------- | --- | --- |
| ウルトラベイ               | 750/760/765シリーズ                                                                                               | FDD, CD-ROM, PCMCIAデバイス, HDD, バッテリー, ZIP-100 |
| ウルトラベイ II            | 770シリーズ | FDD, CD-ROM/DVD-ROM, HDD, バッテリー, ZIP-100, ZIP-250, LS-120 |
| ウルトラベイ FX            | 390シリーズ | FDD, FDD+CD-ROM, FDD+CD-ROM/DVD-ROM, HDD, 本体搭載バッテリーをベイ搭載可能 |
| ウルトラスリムベイ         | 570シリーズ用ウルトラベース, 600シリーズ                                                                          | FDD, CD-ROM/DVD-ROM, HDD, バッテリー(600シリーズのみ), ZIP-100, ZIP-250, LS-120 |
| ウルトラベイ2000           | A2xシリーズ T20〜T22, ウルトラベースX2                                                                            | FDD, CD-ROM/DVD-ROM, CD-R/RW/DVD-ROM, CD-ROM/DVD-ROM/R/RW/RAM(DVDマルチバーナー), HDD, バッテリー, ZIP-100, ZIP-250, LS-120, LS-240 |
| ウルトラベイプラス         | A3xシリーズ, R3xシリーズ, R40, T23, T30, ウルトラベースX3                                                         | すべてのウルトラベイ2000デバイスが対応。 ワークパッドクレードル, 収納式テンキーボード |
| ウルトラベイ・スリム       | T4xシリーズ, T6xシリーズ,T4xx/T5xxシリーズ、W5xxシリーズ、 ウルトラベースX4, ウルトラベースX6 ,ウルトラベースx200 | CD-ROM/DVD-ROM, CD-RW/DVD-ROM, CD-ROM/DVD-ROM/R/RW/RAM(DVDマルチバーナー), CD-ROM/DVD-ROM/R/RW/RAM/DVD+R/RW(DVDスーパーマルチバーナー), HDD, バッテリー, シリアル・パラレルポート,ブルーレイディスク（DVDスーパーマルチバーナー機能搭載） |
| ウルトラベイ・エンハンスド | R5xシリーズ, R6xシリーズ, R4xx/R5xxシリーズ, Z6xシリーズ ,W7xxシリーズ                                            | すべてのウルトラベイスリムデバイスが対応。 ブルーレイディスク（DVDスーパーマルチバーナー機能搭載） |

### ThinkPadと呼ばれなかったもの
Palm Top PC 110
やや特殊な構成の超小型（Palm=手のひら）ノート。内蔵フラッシュメモリのみで駆動でき、電話線を繋げば単体で電話になるという変わった機能も持っていた。なお「110」は当時のThinkPad 220の半分を意味すると言われている。
RS/6000 Notebook 860
ThinkPad Power Series 820/850 の後続モデルである。
Type 2435及び9103
これらのモデルはキーボードを搭載しないピュアペンタブレットPCで業務用の受注生産のみのモデルである。また2435には机の上で本体を斜めに立てて使えるFDD等の付いた専用のクレードルが存在した。

## IBM社内で使われたニックネーム等
XTRAs
IBM社内でXシリーズ、Tシリーズ、Rシリーズ、Aシリーズ、sシリーズを総称する言い方として用いられた。
TAXi
2000年代に、IBM社内でTシリーズ、Aシリーズ、Xシリーズ、i シリーズを総称する言い方として用いられたとのこと。
スライス
ThinkPad 570や今日のXシリーズ等に見られる、いわゆるウルトラベースと本体の“切り離しできる”関係を指した言葉。
バタフライ
ThinkPad 701c/csの2分割キーボードのギミックを蝶の羽にたとえこの機種及び機構を指す言い方として用いられた。
Clavius
RIOS社で作られたThinkPad 235を指す言い方で、メイン基板上にもClaviusのシルク印刷が見られる。